# Isogona acuna
Isogona acuna är en fjärilsart som beskrevs av Barnes 1907. Isogona acuna ingår i släktet Isogona och familjen nattflyn. Inga underarter finns listade i Catalogue of Life.